# Université Rowan

Sceau de l'université.

L'université Rowan est une université de recherche publique située à Glassboro dans l'État du New Jersey, aux États-Unis.
En 2024, l'université disposait de 16 facultés (collèges) et écoles, et en plus du campus principal de Glassboro, un campus médical à Stratford et de plusieurs campus académiques à Camden, tous dans le New Jersey ; et comptait un total de 22 903 étudiants.

## Personnalités liées à l'université

### Étudiants
- Lince Dorado (1987-), catcheur ;
- Patti Smith (1946-), chanteuse.